# The Wolf, the Ram and the Heart
『The Wolf, the Ram and the Heart』は、アメリカ合衆国で発売されているコミック。
アメリカのテレビドラマ『エンジェル』のコミック版で、2010年11月17日から2011年にかけてIDWから発売された第39巻から第44巻までの6部作。
2011年6月に同名のグラフィック・ノベルが刊行された。

## 概要
『エンジェル』シリーズ最終作。コミック『Angel:Illyria -Haunted』とクロスオーバーしている。

## あらすじ
物語はコミック『Connorland』のラストシーンから始まる。
私立探偵エンジェルはジェームズ関連でウルフラム&ハートの弁護士ダローからたびたび面会を求められるが、頑として拒絶する。だが、次第にダローと打ち解け、外出するようになるが、地下水道でイリリアに殴り倒される。
一方、ウィザーミルとガンは悪魔の館で放心状態のアン・スティールを救出する。
ジェームズは新たな野望に着手する。

## 登場人物
エンジェル
バンパイア。
コナー
エンジェルとダーラの息子。
ウィザーミル
ウォッチャー。
ジェームズ
エンジェルの元部下。地獄へとリンクするポータルの開設をもくろむ。
アン・スティール
慈善家。
ダロー
ウルフラム&ハートの弁護士。ハーフ・デーモン。
メンドーザ
ウルフラム&ハートの弁護士。後にシニア・パートナーであることが明らかになる。
チャールズ・ガン
エンジェルの部下。
シング
ウルフラム&ハートの弁護士。
ローワン・モア
ジェームズの姉。ジェームズとは近親相姦の関係にある。